# Mike Magee
Mike Magee (* 2. září 1984) je bývalý americký fotbalový ofenzivní záložník/útočník. V roce 2013 byl vyhlášen nejlepším hráčem Major League Soccer.

## Klubová kariéra
V draftu 2003 byl vybrán na 4. místě prvního kola týmem MetroStars. Hned ve své první sezoně dostával velké množství herního času, nastoupil téměř do všech utkání; vstřelil 7 gólů. Byl velmi blízko své první trofeje, ve finále US Open Cupu ale MetroStars prohráli. Před sezonou 2004 ale MetroStars výrazně posílili v útoku a Magee tak tolik prostoru nedostával, později začal hrát na pozici ofenzivního záložníka. V lednu 2009 byl Magee vyměněn do Los Angeles Galaxy. V první sezoně v LA vstřelil 2 góly ve 23 utkáních, v playoff odehrál všechna utkání a ve finále ligy se postaral o jediný gól Galaxy, na výhru to ovšem na penalty nestačilo, v příští sezoně si Galaxy vše vynahradili a MLS Cup vyhráli. V utkání proti San Jose Earthquakes hraném 25. června 2011 se po zranění brankáře Rickettse a vyloučení jeho náhradníka Saunderse dostal ve 43. minutě do branky. Quakes ho prověřili čtyřmi střelami, Magee ale všechny chytil, a připsal si čisté konto (utkání skončilo remízou 0:0). V sezoně 2011 si připsal 10 gólů, včetně tří v playoff a výrazně tak pomohl k druhému vítězství v MLS Cupu v řadě. V květnu 2013 byl vyměněn do Chicago Fire. Ve prvních sedmi utkáních vstřelil 7 gólů, byl vyhlášen nejlepším hráčem června. Byl nominován na cenu pro nejlepšího hráče sezony (spolu s Robbiem Keanem a Marcem Di Vaiem) a anketu vyhrál. V září 2014 se podrobil operaci kyčle a byl na delší dobu mimo hru, v květnu 2015 byl poslaný na rozehrání na farmu Chicaga do Saint Louis FC. V lednu 2016 se jako volný hráč vrátil do Los Angeles Galaxy, po sezoně ukončil kariéru.

## Reprezentační kariéra
Za reprezentaci do 20 let odehrál MS 2003 hraném v SAE. Nastoupil do dvou utkání a proti Paraguayi vstřelil vítězný gól. V lednu 2014 ho trenér Jürgen Klinsmann pozval na přípravný kemp reprezentace, do zápasů ale z důvodů otravy jídlem nezasáhl.